# ورنر فون بلومبرگ
ورنر ادوارت فریتس فون بلومبرگ (به آلمانی: Werner von Blomberg) (۲ سپتامبر ۱۸۷۸ – ۱۴ مارس ۱۹۴۶) یک فیلدمارشال آلمانی در دوره رایش سوم بود.

## سال‌های اولیه
ورنر فون بلومبرگ روز ۲ سپتامبر سال ۱۸۷۸ در شهر اشتارگارت در ایالت پومرانیا به دنیا آمد. پدرش یک سرهنگ پروسی بود. دوره دانشسرای نظامی را در گروس‌لیشترفلده گذراند و سال ۱۸۹۷ با درجه ستوان دومی به هنگ ۷۳ فوسیلیر پیوست. ترفیع فون بلومبرگ به درجه ستوان یکمی، طبق معمول شرایط روز، تا سال ۱۹۰۷ به طول انجامید. بین سال‌های ۱۹۰۴ تا ۱۹۰۷ در دانشکده جنگ به تحصیل پرداخت و سپس سال ۱۹۰۸ وارد ستاد کل شد. فون بلومبرگ سال ۱۹۱۱ به درجه سروانی نائل آمد.
فون بلومبرگ در جریان جنگ جهانی اول عملکرد متمایزی به عنوان افسر ستاد کل و افسر رزمی در جبهه غربی از خود نشان داد تا مفتخر به دریافت نشان پور لو مریت درجه سرگردی گردد.

## رایشسور
ترفیع درجات:
- ۱۳ مارس ۱۸۹۷: ستوان دوم
- ۱۸ مه ۱۹۰۷: ستوان یکم
- ۲۰ مارس ۱۹۱۱: سروان
- ۲۲ مارس ۱۹۱۶: سرگرد
- ۱ اکتبر ۱۹۲۰: سرهنگ دوم
- ۱ آوریل ۱۹۲۵: سرهنگ
- ۱ آوریل ۱۹۲۸: سرتیپ
- ۱ اکتبر ۱۹۲۹: سرلشکر
- ۳۰ ژانویه ۱۹۳۳: سپهبد (ژنرال پیاده‌نظام)
- ۳۱ اوت ۱۹۳۳: ارتشبد
- ۲۰ آوریل ۱۹۳۶: فیلدمارشال

پس از جنگ با تشکیل رایشسور، فون بلومبرگ بین سال‌های ۱۹۲۰ تا ۱۹۲۱ ریاست ستاد یک تیپ و سپس تا سال ۱۹۲۴ ریاست ستاد منطقه نظامی شماره ۵ را عهده‌دار بود. سپس توسط سپهبد هانس فن زکت ریاست ستاد آموزش نیروی زمینی مصوب گشت. ارتشبد ویلهلم هایه، جانشین فن زکست، با علاقه‌ای که به فون بلومبرگ داشت، سال ۱۹۲۷ او را به درجه سرتیپی ترفیع و در جایگاه ریاست دفتر نیرو (عنوان پوششی ستاد کل در رایشسور) قرار داد. فون بلومبرگ سال ۱۹۲۹ به دست هایه به درجه سرلشکری رسید.
فون بلومبرگ سال ۱۹۲۸ از اتحاد جماهیر سوسیالیستی شوروی بازدید کرد و به شدت تحت تأثیر وضعیت خوب و قدرتمند ارتش سرخ قرار گرفت. این بازدید عقاید او در مورد قدرت حکومت تک حزبی که منجر به تبدیل به قدرت نظامی قوی می‌شد را تحت تأثیر قرار داده بود و آن را تأیید می‌کرد. فون بلومبرگ باور داشت که جنگ جهانی بعدی، همانند جنگ جهانی پیشین، به جنگ تمام‌عیار بدل خواهد شد و نیازمند بسیج و تجهیز  کامل و گسترده جامعه و اقتصاد آلمان است. بر این اساس حکومت تک حزبی گزینه‌ای مناسب برای آماده‌سازی نظامی و اقتصادی جامعه در دوران صلح بود.
فون بلومبرگ با سرتیپ کورت فن شلایشر، رئیس دفتر امور وزارتی، در مورد اداره سربازان دچار اختلاف شد. ماه اوت سال ۱۹۲۹، زمانی که فون بلومبرگ بر تقویت حفاظت مرزی با فرانسه تأکید می‌کرد، فن شلایلر اخباری را به واسطه روزنامه‌ها درز داد که فون بلومبرگ و نیروهای داوطلب رزمایش نظامی در وستفالیا برگزار کرده‌اند. فن شلایشر نمی‌خواست قبل از آن که فرانسه از راینلانت عقب‌نشینی کند، با تهدید این کشور نقض پیمان ورسای کرده باشد. هنگامی که ویلهلم گرونر، وزیر دفاع، فون بلومبرگ را به برلین احضار کرد و از وی توضیح خواست، فن شلایلر در مقابل گرونر به او به عنوان کسی که به فرانسوی‌ها بهانه لازم برای ماندن در راینلانت می‌داد، حمله کرد. در نتیجه فون بلومبرگ از مقام خود کنار گذاشته و به فرماندهی منطقه نظامی شماره ۱ در پروس شرقی گماشته شد.
از آنجا که پروس شرقی از بقیه خاک آلمان جدا شده بود و تنها یک لشکر پیاده در آن مستقر بود، فون بلومبرگ شروع به تهیه لیستی از تمام مردانی که آمادگی خدمت نظامی را داشتند کرد تا تعداد سربازان را در صورت وقوع جنگ با لهستان افزایش دهد. فون بلومبرگ در دوران فرماندهی این منطقه نظامی تحت تأثیر افکار لودویگ مولر قرار گرفت و با ناسیونال سوسیالیسم آشنا شد. فون بلومبرگ به خودی خود اهمیت اندکی به این عقاید می‌داد اما تنها باور او بر اینکه تنها یک استبداد می‌توانست آلمان را از نظر نظامی قوی کند و این ایدئولوژی بهترین گزینه برای ایجاد چنین استبداد در آلمان بود، انگیزه وی برای پشتیبانی از آن شد.
از آنجا که بلومبرگ تنها فرماندهی یک لشکر پیاده‌نظام در پروس شرقی را بر عهده داشت، به شدت به حفاظت مرزی برای افزایش تعداد نیروها در دسترس متکی بود. این مسئله منجر به همکاری نزدیک وی با اس‌آ، نیروی شبه نظامی حزب ناسیونال سوسیالیست، به عنوان منبعی از داوطلبان برای نیروهای حفاظت مرزی شد. بسیاری پروس شرقی را به عنوان الگویی برای همکاری آینده نیروهای مسلح و حزب ناسیونال سوسیالیست می‌دیدند. به هر صورت فون بلومبرگ اس‌آ را تنها شریک نیروهای مسلح می‌دید اما مخالف جایگزینی اس‌آ با رایشسور به عنوان نیروی نظامی اصلی آلمان بود. همانند اغلب ژنرال‌های آلمان، بلومبرگ نیز آینده را به صورت ارتشی نازی پیش‌بینی می‌کرد که در آن نازی‌ها به افراد عادی عقاید ملی گرایانه فوق‌العاده و ارزش‌های نظامی القا کرده و آن‌ها را شست و شوی مغزی می‌دادند و در حالی که نیمه سربازانی بودند وارد رایشسوهر می‌شدند که تنها کنترل نظامی آن‌ها برای ژنرال‌ها مطرح بود و همین مسئله باعث می‌شد تا ژنرال‌ها و بلومبرگ دنبال موضوع را نگیرند و آسوده‌خاطر باشند. در ۱۹۳۱، بلومبرگ از آمریکا بازدید کرد و در این کشور عقاید خود در مورد مزایای دولت نازی برای آلمان را آشکارا و با جدیت اعلام کرد. شارلوت، همسر اول بلومبرگ در ۱۱ می ۱۹۳۲ از دنیا رفت و بلومبرگ را به همراه دو پسر و سه دخترش تنها گذاشت.
در سال ۱۹۳۲، بلومبرگ عضو هیئت اعزامی آلمان به «کنفرانس خلع سلاح بین‌المللی» ژنو بود، که در آن وی به عنوان رئیس هیئت نظامی آلمان نه تنها عقاید خود در مورد طرفداری از نازی‌ها به مطبوعات اعلام کرد بلکه از موقعیت خود به عنوان رئیس هیئت نظامی آلمان استفاده کرد تا اظهارات خود را به گوش پاول فون هیندنبورگ برساند که موقعیتش به عنوان رئیس‌جمهور وی را به فرمانده کل قوا تبدیل نموده بود. بلومبرگ در گزارش خود به هیندنبورگ نوشت که تلاش رقیب سرسختش شلایلر برای ایجاد دولت توتالیتر نظامی (Wehrstaat-مفهومی شامل تلفیقی از ارتش و بخش‌های غیرنظامی با ارجحیت بر نظامیان) بی‌ثمر بوده و با شکست مواجه شده است و آنچه که نیاز است یک دیدگاه جدید برای ایجاد دولت توتالیتر نظامی است. تا اواخر ژانویه ۱۹۳۳ مشخص شد دولت شلایلر تنها به زور حکومت نظامی و فرستادن رایشسوهر برای برخورد با مخالفین می‌تواند در قدرت بماند. در اینجا نیروی نظامی مجبور بود صدها بلکه هزاران نفر از غیرنظامیان آلمانی را بکشد: هر گونه نظامی که با این وضعیت ثبات می‌یافت نمی‌توانست اتفاق نظر عمومی ملی را برای ایجاد دولت توتالیتر نظامی به دست آورد. ارتش تصمیم گرفت که تنها شخص هیتلر قادر است به صورت صلح‌آمیز وحدت ملی را ایجاد کند که اجازه می‌داد تا دولت توتالیتر نظامی ایجاد شود، از این رو ارتش به هیندنبورگ فشار آورد تا هیتلر را به عنوان صدراعظم انتخاب کند. بلومبرگ یکی از کانال‌های اصلی بود که خواسته رایشسوهر در مورد انتخاب هیتلر به عنوان صدراعظمی را به گوش هیندنبورگ رساند.
اواخر ژانویه ۱۹۳۳، رئیس‌جمهور هیندنبورگ بدون اطلاع صدراعظم، شلایلر یا فرمانده ارتش ژنرال کورت فن هامرشتاین-اکورد، بلومبرگ را از "کنفرانس خلع سلاح" ژنو به برلین فراخواند. وقتی شلایلر از موضوع مطلع شد، به درستی حدس زد که فراخواندن بلومبرگ به برلین به معنی محکوم به شکست بودن دولتش بود. وقتی بلومبرگ در ۲۸ ژانویه ۱۹۳۳ به ایستگاه قطار برلین رسید، سرگرد "دون کونتزن" و سرگرد اوسکار فون هیندنبرگ" –آجودان و پسر رئیس جمهور هیندنبورگ وی را ملاقات کردند. کونتزن حامل دستوراتی برای بلومبرگ از طرف "هامرستین" بود تا گزارشهای خود را بلافاصله به وزارت دفاع ارائه کند، در حالی که "اوسکار فون هیندنبرگ" حامل دستوری بود که بلومبرگ باید به کاخ ریاست جمهوری برود. بعد از اعتراض‌های کونتزن، بلومبرگ ملاقات با رئیس‌جمهور را انتخاب کرد و در مقابل وی به عنوان وزیر دفاع سوگند وفاداری یاد کرد. انتخاب بلومبرگ (و برکناری شلایلر از پست وزارت دفاع) به سرعت و خلاف قانون اساسی انجام گرفت زیرا در اواخر ژانویه ۱۹۳۳ شایعاتی در برلین پخش شده بود که شلایلر قصد کودتا و سرنگونی دولت را دارد. برای مقابله با کودتای احتمالی از طرف شلایلر، هیندنبورگ می‌خواست تا شلایلر را به هر چه زودتر از سمتش برکنار کند. دو روز بعد در ۳۰ ژانویه ۱۹۳۳، هیتلر در برابر هیندنبورگ سوگند صدراعظمی خورد و بعد از ان هیندنبورگ به وی گفت که بر خلاف برنامه و خواسته‌هایش بلومبرگ وزیر دفاع است. هیتلر به نوبه خود بلومبرگ را پذیرفت و پست جدیدش را به وی تبریک گفت. هیتلر به بلومبرگ گفت که می‌خواهد ارتش با همین روند رو به رشد پیش رفته و تبدیل به قدرت نظامی اصلی رایش شود.

## وزیر دفاع
در ۱۹۳۳، زمانی که بلومبرگ به عنوان وزیر دفاع هیتلر انتخاب شد به شهرتی فراگیر دست یافت. بلومبرگ به یکی از طرفدارن وفادار و صادق هیتلر تبدیل شد و با شتاب کار می‌کرد تا قدرت و ابعاد ارتش را توسعه دهد. به خاطر خدماتش بلومبرگ در سال ۱۹۳۳ به مقام سرلشکری ارتقا یافت. اگر چه بلومبرگ و شلایلر از یکدیگر متنفر بودند اما دشمنی آن‌ها فقط شخصی بود نه سیاسی، و در تمام کلیات و ضروریات، بلومبرگ و شلایلر عقاید و دیدگاه مشابهی در سیاست‌های خارجی و دفاعی داشتند. مشاجره آن‌ها نه بر سر اختلاف سیاست‌ها بلکه بر سر این بود که چه کسی بهترین صلاحیت برای انجام و پیشبرد این سیاست‌ها را داشت.
هیندنبورگ شخصا بلومبرگ را به عنوان فردی که به وی اعتماد داشت تا منافع وزارت دفاع را حفظ کند انتخاب کرد و انتظار می‌رفت که بتواند به خوبی با هیتلر کار کند. علاوه بر همه اینها، هیندنبورگ بلومبرگ را به عنوان مردی می‌دید که می‌توانست وضعیت نظامی سابق آلمان، «دولت در دولت» را که متعلق به دوران پروس بود حفظ کند، وضعیتی که طی ان رایشسور از از دولت غیرنظامی که توسط صدراعظم اداره می‌شد دستور نمی‌گرفت، بلکه همتای دولت غیرنظامی بوده و وفاداری خود را به رئیس کشور ابراز می‌داشت. تا سال ۱۹۱۸، رئیس کشور امپراتور بود، و از ۱۹۲۵ شخص هیندنبورگ رئیس کشور بود. دفاع از ارتش به شکل «دولت در دولت» و هم‌زمان تلاش برای وفق دادن ارتش با سیستم نازی یکی از بزرگترین دغدغه‌های بلومبرگ به عنوان وزیر دفاع بود.
نخستین اقدام بلومبرگ به عنوان وزیر دفاع تصفیه و پاکسازی تعدادی از افسرانی بود که با رقیب سرسختش شلایلر در ارتباط بودند. بلومبرگ فردیناند فون بردوو را در مقام رئیس دفتر وزارت دفاع عزل کرد و ژنرال والتر فون رایشناو را به جای وی منصوب کرد، اوگن ات به عنوان فرمانده نیروی زمینی عزل و به عنوان وابسته نظامی به ژاپن فرستاده شد، ژنرال ویلهم آدام نیز به عنوان فرمانده اداره سربازان عزل و لودویگ بک به جای وی منصوب گردید. تاریخدان انگلیسی سر جان ویلر بنت در مورد روش بی‌رحمانه بلومبرگ برای انزوا و کاستن از قدرت فرمانده کل ارتش، دستیار شلایلر، ژنرال کورت فن هامرشتاین-اکورد تا اندازه‌ای می‌نویسد که قدرت وی صوری شده و در نهایت در فوریه ۱۹۳۴ هامرشتاین در ناامیدی استعفا کرد. با استعفای هامرشتاین، تمام باند شلایلر که از ۱۹۲۶ ارتش را تحت نفوذ خود داشت از مقام‌های خود خلع شدند. ویلر بنیت عقیده دارد که به عنوان یک سیستمدار نظامی، در بی رحمی و سنگدلی بلومبرگ هم تراز شلایلر بود.
نسبت به برخورد بلومبرگ با طرفدارن شلایلر، روابط وی با اس آ جدی تر بود. بلومبرگ یک طرفدار دو آتشه دیکتاتوری ناسیونال سوسیالیسم بود، اما مخالف هر گونه تلاشی برای  کنترل ارتش توسط حزب نازی یا هر کدام از سازمان‌های وابسته ان همچون اس آ یا اس اس بود و در دوران وزارتش به شدت جنگید تا از استقلال سازمانی ارتش محافظت کند. با فرا رسیدن پاییز ۱۹۳۳، بلومبرگ با ارنست روم (وی بنیانگذار گردان طوفان اس آ و فرمانده نیروهای شبه نظامی حزب نازی بود. ارنست روهم در جریان شب دشنه‌های بلند به دستور هیتلر به قتل رسید) درگیر شد که مشخصا می‌خواست تا اس آ رایشسوهر را در خود جذب کند، و بلومبرگ مصمم بود تا به هر قیمتی مانع آن شود. در دسامبر ۱۹۳۳، بلومبرگ نارضایتی خود از ورود روهم به کابینه را به اطلاع هیتلر رساند. در فوریه ۱۹۳۴، زمانی که روهم یادداشتی در مورد جذب رایشسوهر در اس آ و تشکیل نیروی نظامی جدید نوشت، بلومبرگ به هیتلر اطلاع داد که ارتش تحت هیچ شرایطی این موضوع را نخواهد پذیرفت. از مارس ۱۹۳۴، بلومبرگ و روهم در جلسات کابینه آشکارا با هم می‌جنگیدند و تهدید و توهین نثار یکدیگر می‌کردند. در نتیجه خصومت رو به افزایش بلومبررگ و روهم، بلومبرگ به هیتلر هشدار داد که وی باید جاه طلبی‌های اس آ را کنترل و مهار کند و گرنه ارتش خود وارد عمل می‌شود.

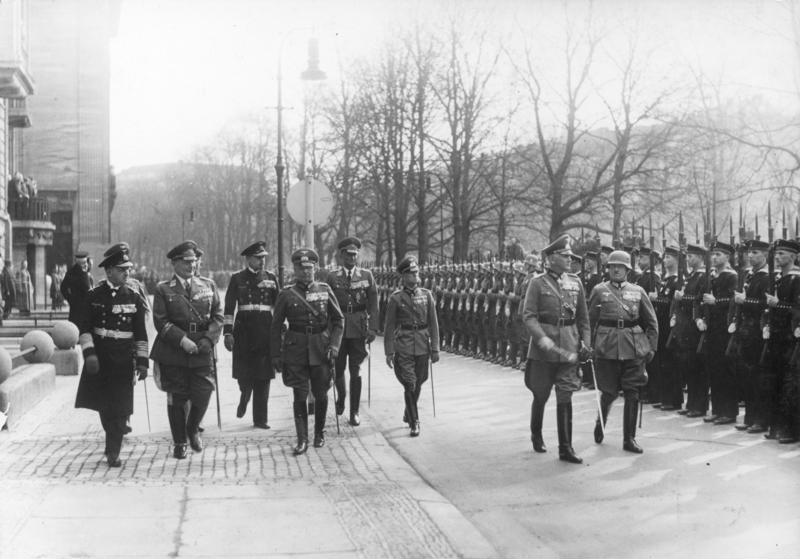
وزیر دفاع و فرمانده ا کا و ورنر فون بلومبرگ به همراه سه تن از فرماندهان نیروهای مسلح در حال سان دیدن از یک رژه در سال 1937

برای دفاع از استراتژی دولت در دولت نظامی، بلومبرگ به جای راضی کردن هیتلر در مورد این که پایان دادن به وضعیت دولت در دولت قدیمی لازم نیست، استراتژی وارد کردن نازی‌های بیشتر به ارتش را دنبال کرد تا مانع از نازی‌سازی اجباری شود و فرآیندی را شروع کرد که می‌توان از آن به عنوان خود-نازی‌سازی ارتش نام برد. در فوریه ۱۹۳۴، بلومبرگ به ابتکار خود دستور داد تمامی آنهایی که احتمال می‌رفت یهودی باشند و در رایشسوهر کار می‌کردند را از خدمت مرخص کنند. در نتیجه ۷۴ سرباز که احتمال می‌رفت یهودی باشند یا «خون یهودی» داشته باشند کار خود را از دست دادند. قانون «اصلاح خدمت نظام وظیفه حرفه‌ای» در آوریل ۱۹۳۳ تصویب شد، کهنه سربازان یهودی که در جنگ جهانی اول جنگیده بودند استثنا بودند و این قانون شامل ارتش نمی‌شد، پس اقدام بلومبرگ به نوعی دور زدن قانون بود و و فراتر از آن چیزی بود که حتی نازی‌های می‌خواستند: تاریخدان المانی ولفرام وت این دستور بلومبرگ را اقدامی از روی فرمانبرداری فعال می‌نامد. تاریخدان المانی کلاووس یورگن مولر می‌نویسد: تسویه ضدیهودی در اوایل ۱۹۳۴ بخشی از خصومت شدت گرفته بلومبرگ با روهم بود که از تابستان ۱۹۳۳ مقایسه نامطلوبی بین خلوص نژادی اس آ خود -که هیچ عضو یهودی نداشت- با رایشسوهر که اعضای یهودی داشت می‌کرد. مولر می‌نویسد که بلومبرگ می‌خواست به هیتلر نشان دهد که رایشسوهر وفادارتر و ایدئولوژیک تر از اس آ بود، و تصفیه اعضای رایشسوهر که احتمال می‌رفت یهودی باشند، بدون دستور مستقیم، راهی فوق‌العاده برای اثبات وفاداری در سیتم ناسیونال سوسیالیسم بود. از آنجا که هم نیروی زمینی و دریایی آلمان مدت‌ها سیاست عدم پذیرش یهودیان را دنبال کردند، هیچ یهودی برای تسویه در داخل ارتش وجود نداشت، در عوض، بلومبرگ از تعریف نژادی نازی‌ها در جهت تصفیه شخصی خود استفاده کرد. هیچ‌کدام از آنهایی که از کار بر کنار شده بودند در عمل و کردار یهودی نبودند، بلکه فرزندان و نوه‌های یهودیانی بودند که مسیحی شده بودند و در نتیجه فقط از نظر نژادی یهودی محسوب می‌شدند. بلومبرگ دستور داد تا تمامی اعضای رایشسوهر اسناد هویت خود را به افسران تقدیم کنند، هر کسی که غیر آریایی بود یا اینکه از ارائه اسناد خودداری می‌کرد از خدمت برکنار می‌شد. در نتیجه، ۷ افسر، ۸ دانشجوی دانشمده افسری، ۲۸ سرباز، ۱۳ افسر جزء از ارتش، و ۳ افسر، ۳ افسر جزء و ۴ ملوان از نیروی دریایی به همراه ۴ کارمند از وزارت دفاع از کار برکنار شدند. به غیر از اریش فن مانشتاین که نشان داد حرفه ۷۰ نفر به خاطر چیزی که تقصیر آن‌ها نبوده‌است نابود شده‌است، هیچ گونه اعتراض دیگری صورت نگرفت. در می ۱۹۳۴، بار دیگر بلومبرگ به ابتکار خود و در جریان «خود نازی سازی»، اقدام به اقتباس از سمبل‌های نازی در یونیفرم‌های رایشسوهر کرد. در ۱۹۳۵، بلومبرگ به سختی تلاش کرد تا مطمئن شود که قوانین نورنبرگ مبنی بر جلوگیری از خدمت و ورود دورگه‌های یهودی اجرا شود.
بلومبرگ شهرتی به عنوان غلام حلقه به گوش هیتلر به دست آورده بود و از این روی برخی منتقدین وی در ارتش که خیلی به عقاید هیتلر علاقه‌مند نبودند به وی لقب «شیر دستمال» را دادند. یکی از استثنائات در این مورد در جریان شب دشنه‌های بلند -۳۰ جون تا ۲ جولای ۱۹۳۴- (به حوادث مرگبار قتل ارنست روهم رئیس اس آ و برخی دیگر از فعالین حزب نازی در روزهای پایانی ماه ژوئن و اوایل ماه ژوئیه سال ۱۹۳۴ گفته می‌شود، که دستگاه تبلیغاتی حزب ناسیونال سوسیالیست آلمان آن را کودتای روهم نامید) اتفاق افتاد. در اوایل ژوئن، هیندنبورگ تصمیم گرفت که یا هیتلر برای پایان دادن به تنش سیاسی موجود کاری کند یا وی حکومت نظامی اعلام کرده و کنترل ارتش و دولت را به دست می‌گرفت. بلومبرگ که مخالف قدرت گرفتن اس آ بود، از طرف رئیس‌جمهور مأمور اعلام این تصمیم به هیتلر بود.
در همان سال، بعد از مرگ هیندنبورگ در ۲ اگوست، بلومبرگ در ادامه استراتژی خود نازی سازی، دستور داد تا تمام سربازان ارتش و ملوانان نیروی دریایی، نه به مردم و سرزمین مادری، بلکه به پیشوای جدید-هیتلر- سوگند وفاداری یاد کنند، به نظر می‌رسد که این امر منجر به محدودیت اعتراض به هیتلر در آینده شد. ایده سوگند وفاداری ابتکار عمل بلومبرگ و رئیس «اداره سربازان» والتر فون رایشناو بود، تمام ارتش به هیتلر سوگند وفاداری شخصی یاد می‌کردند، خود هیتلر بیشتر از دیگران از این پیشنهات متعجب شد و این مطلب که هیتلر این سوگند را بر ارتش تحمیل کرد درست نیست. نیت بلومبرگ و رایشناو از ادای سوگند نظامی به هیتلر، ایجاد یک تعهد شخصی ویژه بین هیتلر و ارتش بود تا هیتلر را هر چه بیشتر به سمت قوای نظامی کشانده و وی را از حزب نازی دور نگه دارند (بلومبرگ بعدها اقرار کرد که در ان زمان به پیامدها و عواقب سوگند فکر نکرده بود).

## فرماندهی کل نیروهای مسلح و وزیر جنگ
در سال ۱۹۳۵، پست وزارت دفاع به وزارت جنگ تغییر نام پیدا کرد، بلومبرگ عنوان فرماندهی کل را نیز از نیروهای مسلح حذف کرد. در سال ۱۹۳۶، بلومبرگ وفادار، اولین فیلیدمارشالی بود که توسط هیتلر انتخاب شد. اگر چه شخص هیتلر به واسطه دیکتاتوری اش فرمانده عالی کل نیروهای مسلح آلمان بود اما بلومبرگ فرمانده کل ورماخت نیز بود. در دسامبر ۱۹۳۶، زمانی که ژنرال «ویلهام فوپل» –افسر ارشد آلمان در اسپانیا-تقاضای ارسال ۳ لشکر آلمانی برای نبرد در جنگ داخلی اسپانیا، به عنوان تنها راه پیروزی کرد، در ساختار تصمیم‌گیری آلمانی بحرانی ایجاد شد، وزیر امور خارجه وقت کنستانتین فون نویرات به شدت با این تقاضا مخالفت کرد، وی می‌خواست تا درگیری آلمان در اسپانیا را محدود کند. در جلسه‌ای که در تاریخ ۲۱ دسامبر ۱۹۳۶ در کاخ صدراعظم با حضور هیتلر، هرمان گورینگ، بلومبرگ، نورات، ژنرال ورنر فون فریچ، ژنرال والتر وارلیمونت و فوپل برگزار شد، بلومبرگ مخالف نظر فوپل بود و عقیده داشت که ممکن است تلاش همه‌جانبه آلمان برای پیروزی در اسپانیا منجر به شروع جنگی جهانی قبل از آنکه کشور بتواند خود را به خوبی تسلیح کند، شود و اگر هم چنین چیزی اتفاق نیفتد، پولی که بهتر است صرف مدرنیزاسیون ارتش شود را در اسپانیا به هدر خواهیم داد. بلومبرگ بر فوپل پیروز شد.

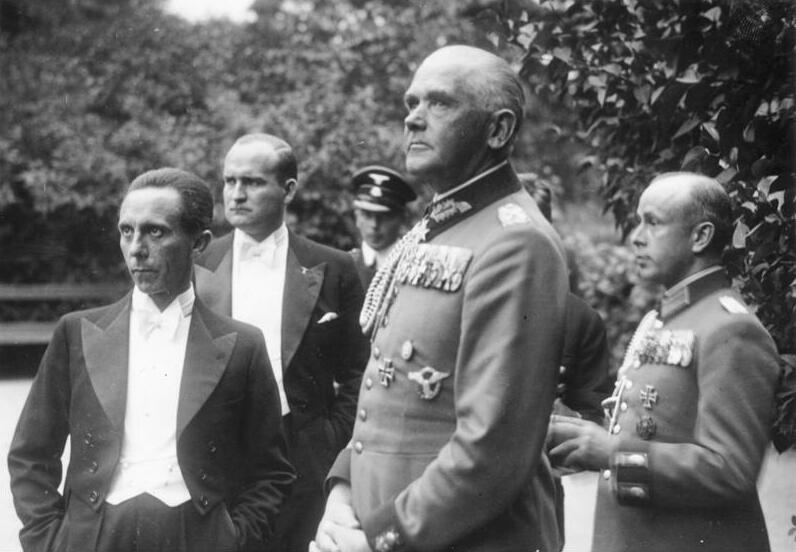
بلومبرگ به همراه جوزف گوبلز، ۱۹۳۷

متأسفانه موقعیت بلومبرگ به عنوان افسر ارشد رایش سوم، حسادت هرمان گورینگ، فرمانده لوفت‌وافه و هاینریش هیملر فرمانده اس اس را از نسبت به او برانگیخت و باعث شد تا توطئه برکناری وی از قدرت را طراحی کنند. شخص گورینگ، رؤیای دست یافتن به مقام فرمانده کل ارتش را برای خود داشت.
در ۵ نوامبر ۱۹۳۷، کنفرانسی بین رهبران ارشد سیاست خارجی و نظامی رایش و شخص هیتلر، موسوم به (Hossbach Memorandum) برگزار شد. در این کنفرانس، هیتلر اعلام کرد که زمان جنگ، یا دقیق تر، جنگ‌ها فرا رسیده‌است، زیرا هیتلر مجموعه‌ای از جنگ‌های منطقه‌ای در اروپای شرقی و اروپای مرکزی را در آینده نزدیک مجسم و پیش‌بینی می‌کرد. هیتلر چنین استدلال می‌کرد که از آنجا که این جنگ‌های برای به دست آوردن فضای حیاتی (زمین و مواد اولیه، یکی از ایده‌های سیاسی اصلی آدولف هیتلر، و بخش مهمی از ایدئولوژی نازیها) و خودبسندگی (معمولاً به وضعیتی گفته می‌شود که اقتصاد یک نظام سیاسی از پیگیری رسیدن به سرحد صرفاً قابلیتِ خودکفایی، عبور کرده و در اهداف و برنامه‌ریزی‌ها حد انزوای کامل اقتصادی را مدنظر قرار دهد) لازم هستند و رقابت تسلیحاتی با فرانسه و بریتانیا مجبورمان می‌کند تا قبل از آنکه این کشورها به وضعیتی برسند که نتوان جلوی آن‌ها را گرفت، باید زودتر وارد عمل شویم.
از آنهایی که به این کنفرانس دعوت شده بودند، اعتراضاتی از طرف وزیر امور خارجه کنستانتین فون نویرات، بلومبرگ و فرمانده کل ژنرال ورنر فون فریچ ابراز شد که به علت سیستم اتحاد فرانسه در اروپای شرقی (موسوم به Cordon sanitaire)، هر گونه حمله آلمان به اروپای شرقی باعث شروع جنگی با فرانسه می‌شد، و اگر جنگ فرانسه – با آلمان شروع می‌شد، یقیناً بریتانیا به جای آنکه احتمال شکست فرانسه را نظاره کند، در این نبرد دخالت می‌کند. علاوه بر این، به این گمان هیتلر که بریتانیا و فرانسه نسبت به این جنگ پیش‌بینی شده بی‌تفاوت خواهند بود اعتراض شد، زیرا این کشورها افزایش قدرت تسلیحاتی و نظامی خود را بعد از شکست آلمان شروع کرده بودند .
بلومبرگ، فریچز و نورا به هیتلر توصیه می‌کردند تا موقعی که تسلیح دوباره آلمان تمام شود صبر کند و قبل از آنکه آلمان آماده شود، استراتژی پر خطر جنگ‌های منطقه‌ای را که می‌توانست منجر به جنگی کلی و جهانی شود را دنبال نکند (هیچ‌کدام از افراد حاضر در این کنفرانس اعتراضی اخلاقی به استراتژی هیتلر نکردند، آن‌ها با صرف جنگ موافق بودند اما تنها در مسئله زمان با یکدیگر اختلاف نظر داشتند). بعد از این کنفرانس در نوامبر ۱۹۳۷، بلومبرگ از معدود افرادی بود که که به برنامه‌های هیتلر برای شروع جنگ اعتراض می‌کرد، اگر چه در اوایل ۱۹۳۸ نظرش تغییر کرد.

## رسوایی و سقوط
در ژانویه ۱۹۳۸، زمانی که ژنرال ۵۹ ساله با همسر دوم خود «ارنا گرون» ازدواج گرد، گورینگ و هیملر فرصت مقابله و ضربه زدن به بلومبرگ را یافتند. بلومبرگ از زمان مرگ همسر اولش شارلوت در ۱۹۳۲ بیوه مانده بود. گرون یک منشی و تایپیست ۲۶ ساله بود، اما پلیس برلین پروندهٔ کیفری قطور علیه وی و مادرش داشتند. در میان این گزارشهای پلیس، این مطلب رویت می‌شد که در سال ۱۹۳۲ گرون مدل تصاویر پورن بوده که توسط یهودی‌ها گرفته شده و وی مدتی با آن‌ها زندگی می‌کرده‌است
.
این مطلب به گزارش رئیس پلیس برلین ولف-هاینریش فون هلدورف رسید و وی به با این اطلاعات در مورد همسر بلومبرگ به دفتر ویلهلم کایتل، رئیس ستاد فرماندهی عالی ورماخت رفت و ابراز داشت که نمی‌داند با این اطلاعات چه کند. کایتل فرصتی برای نابودی بلومبرگ را در مقابل خود می‌دید و به هلدورف گفت که این اطلاعات را به گورینگ بدهد و هلدورف این عمل را انجام داد. گورینگ که به عنوان ساقدوش بلومبرگ در مراسم عروسی حاضر بود از این اطلاعات استفاده کرد تا استدلال کند که بلومبرگ مناسب پست وزارت جنگ نیست. ادعا شده بود که همسر جدید بلومبرگ سابقه فاحشگی دارد، اما این مطلب درست نبود، گورینگ از این سابقه کیفری به نحوی استفاده کرد تا بلومبرگ را بدنام کند. گورینگ موضوع را به اطلاع هیتلر رساند که وی نیز در مراسم عروسی حضور داشت. هیتلر به بلومبرگ دستور داد تا ازدواج را لغو کند تا هم از وقوع رسوایی جلوگیری کند و هم انسجام ارتش را حفظ کند. ازدواج پیش روی دختر بلومبرگ-دوروتی-نیز با چنین رسوایی در خطر قرار می‌گرفت. وی نامزد کارل هنز کایتل، پسر بزرگ ویلهلم کایتل بود. بلومبرگ نپذیرفت تا ازدواجش را باطل کند اما زمانی که گورینگ تهدید کرد که سابقه همسرش را به اطلاع همه می‌رساند، بلومبرگ مجبور شد تا در ۲۷ ژانویه ۱۹۳۸ از تمامی پست‌هایش استعفا دهد تا مانع این امر شود، دخترش در می همان سال ازدواج کرد.
در نتیجه این امر، هیتلر خودش فرماندهی ارتش را به عهده گرفت، وی مقام فرماندهی عالی را حفظ و وزارت جنگ را باطل کرد و فرماندهی عالی نیروهای مسلح (اُ کا و) را تحت کنترل خود درآورد. کایتل در سال ۱۹۴۰ به مقام فیلد مارشال ارتقا یافت، و دست راست سابق بلومبرگ از طرف هیتلر به عنوان رئیس اُ کا و انتخاب شد. کایتل عملاً وزیر جنگ شده بود.
چند روز بعد، گورینگ و هیملر، فرمانده کل ارتش ورنر فون فریچ را به همجنس‌گرایی متهم کردند. هیتلر از این فرصت‌های برای بازسازی مجدد ورماخت استفاده کرد. مدتی بعد کایتل تبرئه شد؛ این قضایا بعدها به مسئله بلومبرگ-فریچ معروف شد.
بلومبرگ و همسرش به ماه عسلی یک ساله به جزیره کاپری ایتالیا رفتند. دریادار اریش ردر (وی تا سال ۱۹۴۳ فرمانده نیروی دریایی آلمان بود و بعد از استعفا کارل دونیتس به سمت فرمانده نیروی دریایی رسید) تصمیم گرفت که بلومبرگ برای جبران ازدواج خود باید خودکشی کند، وی کاپیتان فون واننهیم را به ایتالیا فرستاد تا بلومبرگ را وادار به خودکشی کند. حتی فون واننهیم در یک مورد اسلحه‌ای را به سمت بلومبگر گرفت تا وی را وادار به این کار کند اما بلومبرگ نپذیرفت تا به زندگی اش خاتمه دهد. بلومبرگ سالهای جنگ جهانی دوم را در انزوا سپری کرد و در سال ۱۹۴۵ توسط متفقین دستگیر شد. وی در دادگاه نورنبرگ شهادت داد.

## زندان و مرگ

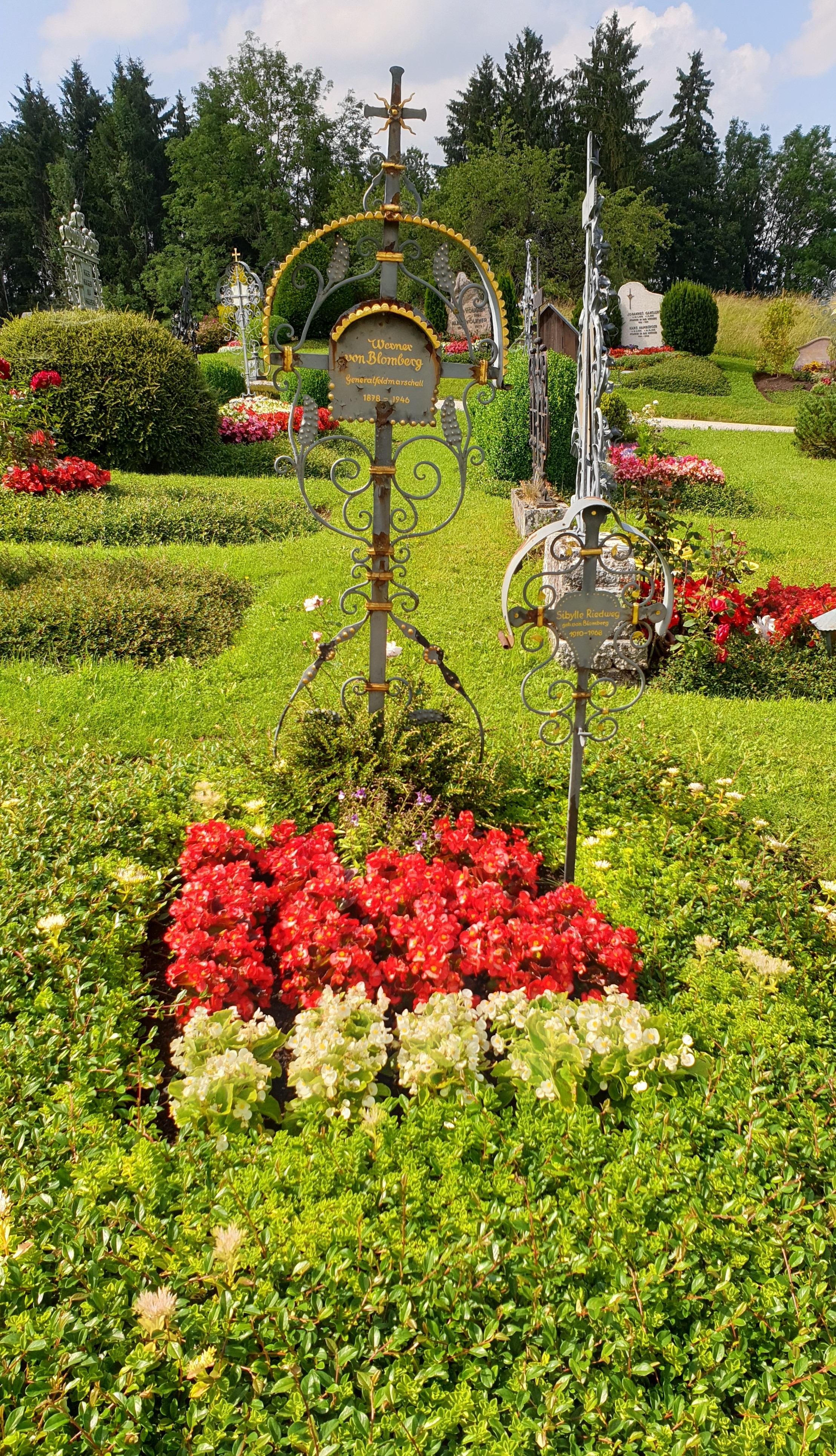
آرامگاه ورنر فون بلومبرگ

زمانی که بلومبرگ در نورنبرگ بازداشت بود، سلامتی اش رو به افول نهاد و بدتر شد، همکاران سابقش وی را تحقیر و سرزنش می‌کردند و همسرش نیز قصد ترک وی را داشت. احتمالاً نشانه‌های سرطان از اوایل ۱۹۳۹ در وی بروز کرد. در ۱۲ اکتبر ۱۹۴۵ در یاداشت‌های روزانه اش اشاره می‌کند که وزنش به ۷۲ کیلوگرم کاهش یافته‌است. در فوریه ۱۹۴۶ پزشکان سرطان روده بزرگ وی را تشخیص دادند، وی هفته‌های آخر عمر خود را با شکیبایی در افسردگی سپری کرد و غذا نمی‌خورد. بلومبرگ در ۱۴ مارس ۱۹۴۶ از دنیا رفت و بدون هیچ مراسمی در قبری بی‌نام دفن شد. بعدها بقایای جنازه وی را سوزانده شده و در اقامتگاهش در بدویسه به خاک سپردند.

## زندگی شخصی
سال آوریل ۱۹۰۴ با شارلوت هلمیچ ازدواج کرد. این زوج دارای پنج فرزند شدند. هر دو برادر او در جنگ جهانی اول جان باختند.